# Castillo de Ortegícar
El castillo de Ortegícar son los restos de una fortificación situada en el municipio malagueño de Cañete la Real, España. Cuentan con la protección de la Declaración genérica del Decreto de 22 de abril de 1949, y la Ley 16/1985 sobre el Patrimonio Histórico Español.

## Descripción
De las ruinas existentes del castillo destaca una torre cilíndrica, sólo en los sellos utilizados en el municipio se hallan elementos suficientes para atisbar lo que fuera su composición primitiva. En uno de éstos, estudiado por Diego Vázquez Otero, aparece el castillo con forma cuadrilonga, sus matacanes volados sobre las aristas de sus ángulos diedros y su puerta de arco apuntado mirando hacia el sur. En el centro del espacio murado se eleva la torre del homenaje, cuadrada, altísima, con dos pisos, mostrando sus tragaluces y azotea almenada. Seguramente fue residencia de los señores de la villa, marqueses de Tarifa y duques de Alcalá, en los siglos XV y XVI.
Se aprecia también una vista de la fortaleza con sus dos grandes huecos circulares, a uno y otro lado de la puerta, y en la parte superior, en el centro, una gran torre almenada. Sobre un plano que sobresale lateralmente de la obra, en sus extremos hay representadas dos torres más pequeñas que podían hacer alusión a las atalayas con las cuales conectaba el castillo, algunas de éstas todavía en pie.

## Historia
Sus antecedentes celtíberos y fenicios bautizaron la ciudad primitiva con el nombre de Sabora, existiendo el castillo seguramente desde su fundación para la defensa de la población. Más tarde, los romanos la ocuparon en la época del emperador Vespasiano, trasladándola en el año 78 de nuestra era al enclave actual con el nombre de Sabora Flavia, conservándose el castillo en el mismo sitio como defensa. Durante la dominación visigótica se mantiene su uso defensivo, pasando más tarde a poder de los musulmanes que reedificaron y consolidaron la fortaleza, cambiando el nombre a Cañete, debido a la cañería que hicieron para llevar el agua desde Valla hermoso hasta el castillo, en sustitución al sistema de aljibes, muchos de los cuales se conservan, aunque cegados.
En tiempo de los reyes de taifas formó parte del cinturón defensivo del reino de Sevilla, a lo largo de esta línea, en lugares intermedios se alzaban atalayas que servían de enlace.
Una tradición popular, sin confirmación histórica, afirma que fue ganada por Fernando III el Santo, apoyándose tal vez en los blasones grabados en piedra que aparecen en los dinteles de muchas casas. Alfonso X de Castilla, en 1330, asaltó la fortaleza a la que dio el dictado de real en honor a sus capitanes. Volvió a poder de los moros hasta 1407 en que fue conquistada por Gómez Suárez de Figueroa. Un nuevo ataque moro en 1482 la rinde a éstos brevemente, según describe la crónica de Pulgar, conquistándola ya definitivamente para el cristianismo, el adelantado Pedro Enrique y Rodrigo Ponce de León.